# Toni Dettling

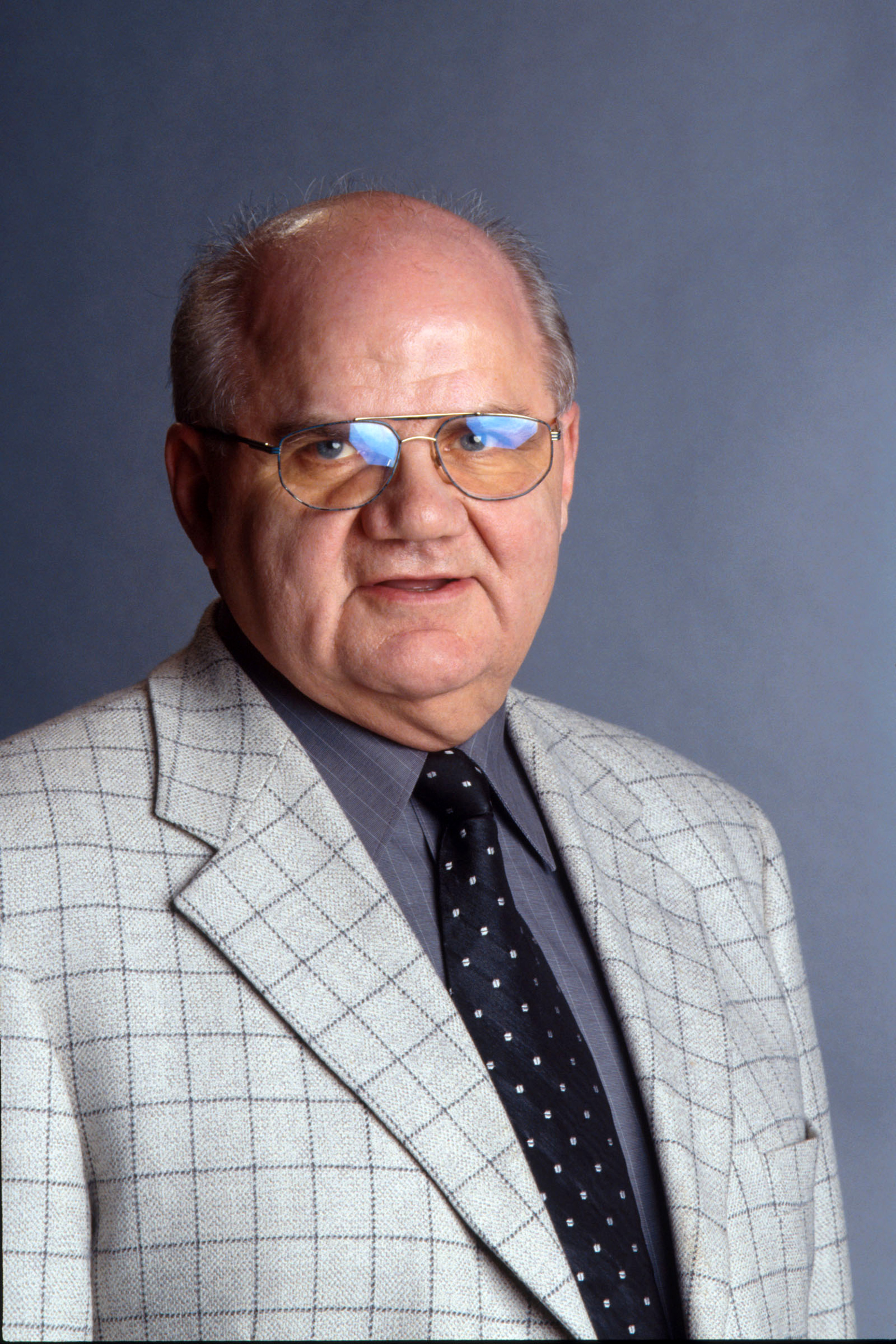
Toni Dettling

Toni Dettling (* 5. Juni 1943 in Schwyz, heimatberechtigt in Oberiberg) ist ein Schweizer Politiker (FDP).

## Biografie
Die politische Karriere startete der Schwyzer zwischen 1976 und 1991, als er im Kantonsrat des Kantons Schwyz sass und von 1979 bis 1983 dortiger FDP-Fraktionspräsident war. Im Amtsjahr 1986/87 war er Kantonsratspräsident. Zum 25. November 1991 wurde er im Kanton Schwyz in den Nationalrat gewählt und schaffte nach zwei Legislaturperioden, den Sprung in den Ständerat. Er hatte dort ab den Wahlen 1999 Einsitz und war in beiden Kammern in mehreren Kommissionen tätig. Bei den Parlamentswahlen 2003 trat er nicht mehr an und schied daher zum 30. November 2003 aus der kleinen Kammer aus.
Dettling hatte mehrere Verwaltungsratsmandate und war oft auch Verwaltungsratspräsident. Seit 1982 ist er Mitglied des Zentralvorstandes des Hauseigentümerverbands und war zeitweise auch dessen Präsident.
Der gelernte Rechtsanwalt (lic. rer. publ.) ist verheiratet und hat zwei Kinder. Er wohnt in Schwyz.